# فيولا إس. فيندت
فيولا إس. فيندت (بالإنجليزية: Viola S. Wendt)‏ (31 مارس 1907، بويسي في الولايات المتحدة - 23 مارس 1986، وكيشا في الولايات المتحدة)؛ كاتِبة وشاعرة أمريكية.